# Església de Santa Maria la Major (Aiora)
L'Església de Santa Maria la Major, també anomenada ermita de Sant Blai, és un edifici religiós del municipi d'Aiora (València, País Valencià, Espanya), construït durant el segle xiii seguint l'estil gòtic. Durant el segle xv, se'n va ampliar la capçalera i durant el XVIII es va reformar.

## Descripció
A la part baixa del castell, hi ha aquesta antiga església parroquial dedicada a Santa Maria la Major, i actualment és anomenada ermita de Sant Blai.
Es tracta d'una església que segueix la tipologia de les denominades de conquesta, d'una sola nau amb sostre de fusta sobre arcs diafragmàtics. Presenta capelles entre contraforts i un absis trapezoïdal. Està dividida en quatre trams, més la capçalera. La separació dels trams es realitza mitjançant arcs diafragmàtics apuntats, i alguns d'aquests tenen els eixos desviats a conseqüència de reformes, sobre els quals es troba el sostre de fusta.
A les capelles laterals, s'accedeix a través d'arcs de mig punt. Dues de les capelles del costat de l'epístola estan cobertes amb voltes de creueria i la resta amb voltes tapiades. L'absis de planta trapezoïdal està cobert amb volta de creueria i, a la clau de fusta, hi ha una representació de la Mare de Déu i dos àngels que sostenen l'escut de la vila. Als costats, s'obren uns arcs apuntats de pedra picada.
L'exterior està cobert amb teulada àrab de dues aigües en la nau i de tres a la capçalera. Els quatre primers trams són d'igual grandària, per la qual cosa podria tractar-se d'una primera construcció que després s'aniria ampliant, i se n'aixecaria l'última crugia i la capçalera ja al segle xv.
La construcció de l'església parroquial de l'Assumpció de la Mare de Déu, al segle xvi, comportà el trasllat del culte a aquesta el 1577. S'abandonà l'església de Santa Maria la Major i passà a tenir diverses advocacions fins a l'actual de sant Blai.
Durant el segle xviii, va tenir una important renovació, i molt probablement se'n construïssin els arcs d'accés a les capelles i s'ampliaren les capelles del costat de l'epístola.
L'any 2015 es du a terme una restauració que descobreix un enteixinat del segle xiii.